# Église Saint-Pierre d'Auxerre

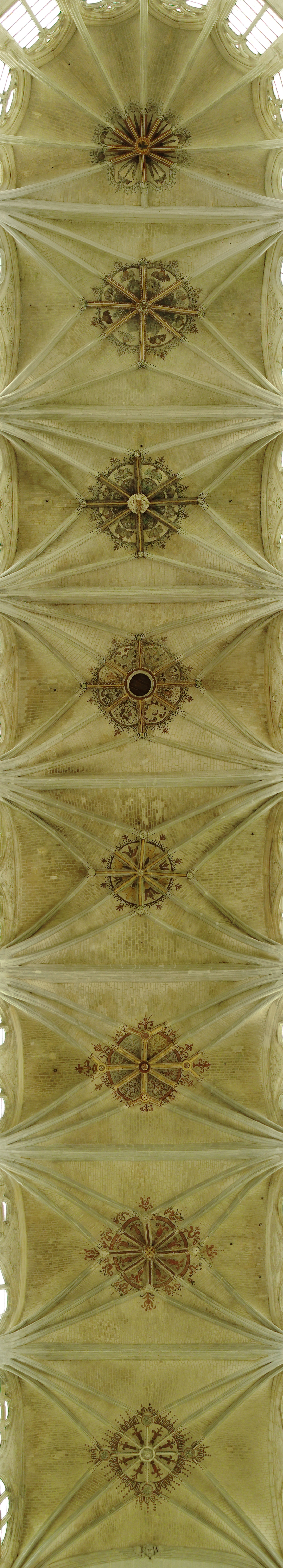
Plafond de la nef

Pour les articles homonymes, voir Église Saint-Pierre.
L'église Saint-Pierre ou Saint-Père, plus tard église Saint-Pierre-et-Saint-Paul puis appelée Saint-Pierre-du-Bourg, Saint-Pierre-en-Vallée ou Saint-Pierre-du-Pont (pour la distinguer de Saint-Pierre-en-Château qui se trouvait dans la première enceinte de la ville), est une église catholique  située à Auxerre dans le département français de l'Yonne, dans le nord de la Bourgogne, région Bourgogne-Franche-Comté en France. Elle dépend de l'archidiocèse de Sens-Auxerre.

## Localisation
L'église est située au cœur de l'ancien Auxerre, hors du mur d'enceinte de la ville du IIIe siècle mais incluse dans l'enceinte du XIe siècle. Le portail de l'ancienne communauté religieuse, principal accès à l'église, se trouve en bas de la rue Joubert près de la rue du Pont,.

## Histoire
L'emplacement a été occupé par un lieu de culte dédié à saint Pierre depuis au moins le VIe siècle. Concernant l'occupation plus ancienne du lieu, des fouilles archéologiques menées en 2007 sur le côté nord-ouest de l’église actuelle ont démontré une continuité de l’habitat, plusieurs fois repris et modifié, jusqu’à la fin de la période mérovingienne,.

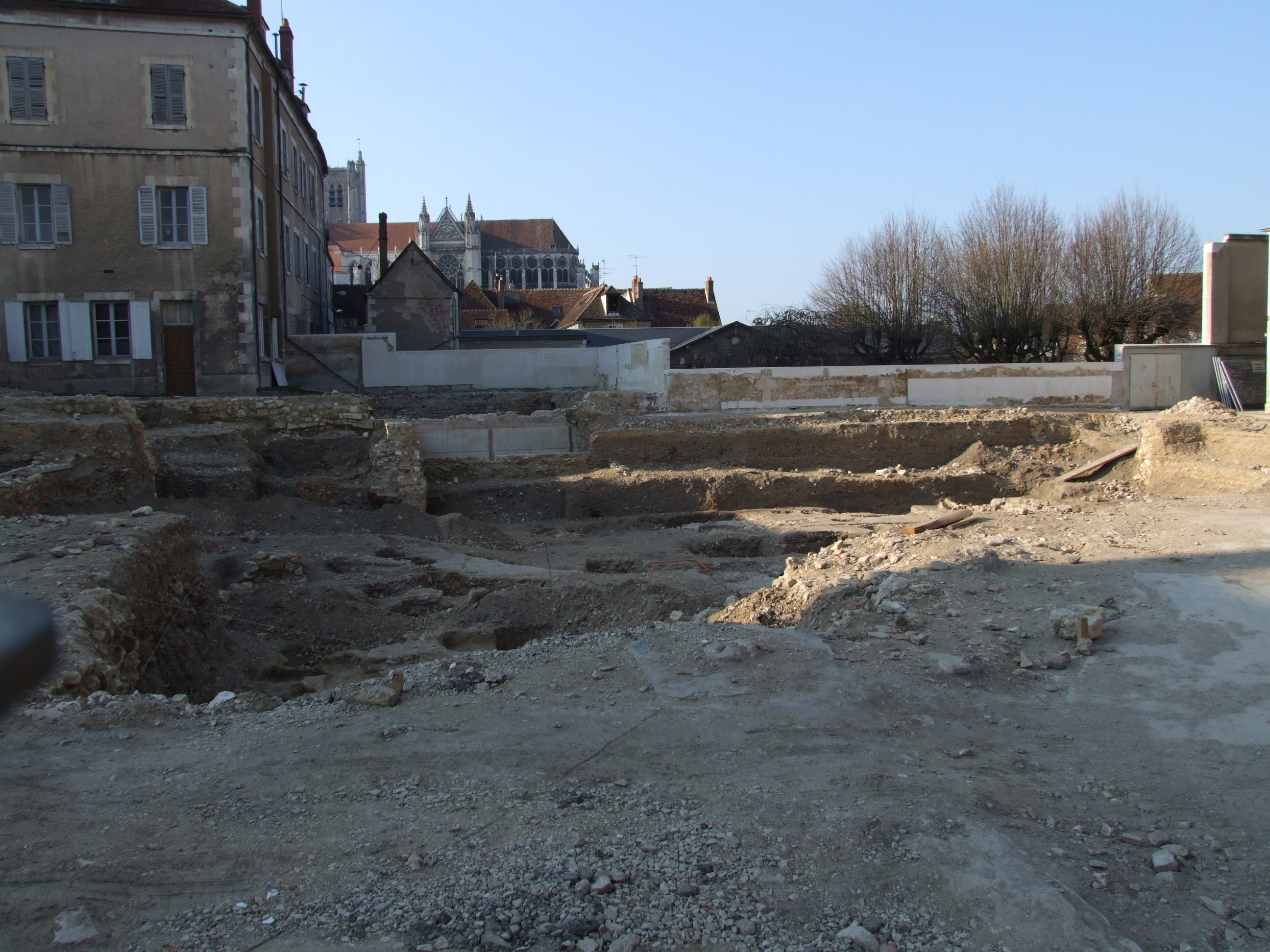
Fouilles à Saint-Pierre, 2007

Saint-Pierre est mentionnée pour la première fois, comme basilique, dans le règlement liturgique d’Aunaire, 18e évêque d'Auxerre (572-605). Il est cependant curieux que le pape Pélage II, qui écrit deux lettres à Aunaire, ne mentionne pas de construction d'église ; ce qui suggère que Saint-Pierre a peut-être été construite à une époque antérieure au temps d'Aunaire.[réf. nécessaire]
Didier (Desiderius, évêque d'Auxerre 605-621), successeur d'Aunaire, fait une donation dans laquelle est mentionnée une basilique « hors les murs » dédiée aux saints Pierre et Paul.[réf. nécessaire]
La constitution de Tétrice (év. 691-706) mentionne ensuite Saint-Pierre.
Aux VIIIe et IXe siècles un cimetière est installé dans la partie ouest ; il se rapproche ensuite de l'église.[réf. nécessaire]
Vers le milieu du VIIIe siècle l'église est endommagée (peut-être détruite) lors des invasions sarrasines, ainsi que les autres bâtiments hors des murs de la ville. Elle devient ensuite une collégiale de chanoines aux VIIIe et IXe siècles. En 1086, le monasterium sancti Petri, monastère Saint-Pierre, apparaît dans les textes.
En 1107, l’évêque Humbaud (év. 1087-1114) la restaure y installe des chanoines réguliers de l’ordre de Saint-Augustin.
L'évêque Hugues de Mâcon donne l'église Notre-Dame de Quenne aux chanoines de Saint-Pierre-du-Pont vers 1140.
Vers 1170 l'évêque Guillaume de Toucy transforme le chapitre en abbaye, sous le nom de Saint-Pierre-en-Vallée afin de la distinguer de Saint-Pierre-en-Château qui se trouve dans l'enceinte de la ville comporte deux erreurs : c'est 1170 et non 1470 (les dates qui suivent sont d'ailleurs antérieures à 1470) ; et il s'agit de Guillaume de Toucy et non "Guy de Toucy".[réf. nécessaire]
Au XVIe siècle plusieurs abbayes du diocèse sont « en état de dérangement » ; l'abbaye Saint-Laurent-près-Cosne est celle qui engendre le plus de plaintes, si bien que le procureur du roi requiert un arrêt du parlement le 14 avril 1548 exigeant une réforme. L'arrêt est signifié à l'évêque François de Dinteville II (1530-1554), qui nomme en octobre 1548 deux chanoines réguliers du même ordre et leur donne tous pouvoirs nécessaires pour faire appliquer la réforme : Laurent Petifout, abbé de Saint-Père et Jacques du Coin, religieux de Saint-Martin de Nevers. (Dinteville profite de l'occasion pour reprendre également en main l'abbaye Saint-Julien d'Auxerre). 

Laurent Petifout est également cité peu après 1567 comme grand archidiacre et official, sous l'épiscopat de La Bourdaisière, 95e évêque d'Auxerre (1563-1570). La deuxième moitié de ce XVIe siècle est marquée par les guerres de religion, particulièrement torrides dans l'Auxerrois. Lors de la deuxième guerre de religion, l'église Notre-Dame-La-D'Hors est profanée en 1567 par les calvinistes qui dispersent les reliques de saint Vigile, objet d'un culte important à l'époque. Le curé de l'église avertit l'évêque que des catholiques ont ramassé une partie de ces reliques. Petifout est chargé d'enquêter sur le devenir de ces reliques, dont il récupère une partie que l'évêque Jacques Amyot dépose ensuite dans une seconde châsse, placée le 10 juillet 1588 ou 1589 sur l'autel où elle se tient jusque vers le milieu du XVIIe siècle

Petifout est encore cité sous l'épiscopat de Jacques Amyot, 96e évêque d'Auxerre (1570-1593). Jacques Amyot est aussi le grand aumônier du roi Henri III. Or la guerre de religion bat toujours son plein, la Ligue catholique se renforce avec en tête de proue le duc Henri de Guise, et Henri III s'inquiète plus de cette dernière que de combattre le protestantisme. En 1588 il fait assassiner les deux frères de Guise, Henri et Louis, ce qui provoque un soulèvement de la majeure partie du royaume. Amyot demande au pape de statuer sur la situation ; le pape envoie un bref qui autorise Henri à choisir son confesseur. Le pape ne condamne donc pas Henri - contrairement au peuple. Dans ce contexte, Amyot communique avec le roi le premier janvier et dîne avec lui. À Auxerre, Claude Trahy, gardien des cordeliers, et le pénitencier de la cathédrale, montent l'opinion populaire contre l'évêque en l'accusant faussement d'avoir inspiré ce double assassinat au roi. Tentant de calmer les esprits, Laurent Petifout co-signe le 6 avril 1589 une attestation selon laquelle l'évêque est absous ad cautelam ("par précaution") - bien qu'Amyot n'ait rien fait contre son devoir de prélat et n'a donc pas besoin d'être absous. Cette attestation est présentée au chapitre le 10 avril. D'autres interventions sont encore nécessaires avant que le chapitre accepte de nouveau Jacques Amyot ; et Laurent Petifout fait partie de la délégation qui vient féliciter l'évêque pour sa réintégration.

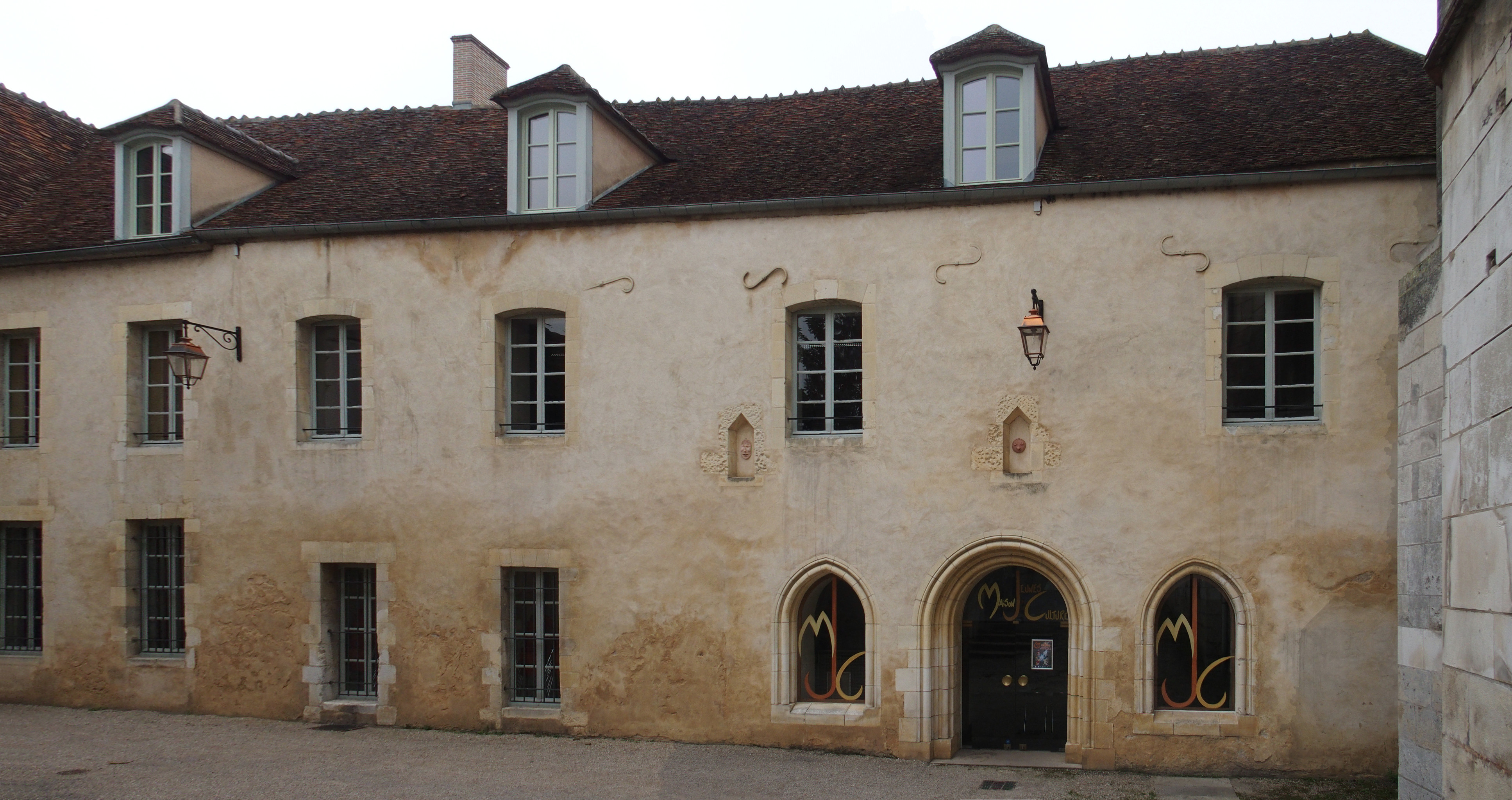
Façade de la salle capitulaire

En 1630, les habitants de la paroisse prennent à leur charge la reconstruction de l'église, qui est achevée en 1658-1665 par les architectes maîtres-maçons Isaac Gillot, Blaise Chiriot et Laligne. Elle est rebâtie sur un plan rectangulaire, avec un chevet circulaire. La longueur du vaisseau est de 58,80 m, la hauteur de la voûte de 20,45 m. Le portail, percé de trois portes et de fenêtres supérieures, combine le style ionique à la base, corinthien au milieu et composite en haut ; il est surmonté d'un édicule. A droite du chœur se trouve une tour carrée commencée en 1530 et qui faisait partie de l'ancien édifice ; elle est de style ogival flamboyant. Le chœur et les bas-côtés ont été achevés en 1623 et les trois nefs après 1630.
Le 17 septembre 1838, Saint-Pierre d'Auxerre est la toute première paroisse agrégée à l'Archiconfrérie de Notre-Dame des Victoires fondée à Paris par l'abbé Dufriche-Desgenettes. A ce titre, elle ouvre le registre d'inscription des communautés (plus de 21000 “agrégations”) avec la mention suivante : « Le 17 septembre, à la demande de M. Larfeuil, curé de Saint-Pierre d'Auxerre, l'association du Très-Saint et Immaculé Cœur de Marie pour la conversion des pécheurs, établie dans son église par ordonnance de Monseigneur de Cosnac, Archevêque de Sens, en date du 13 août, a été agrégée à l'Archiconfrérie érigée en l'église paroissiale de Notre-Dame des Victoires, à Paris, par Notre Saint Père le Pape Grégoire XVI, par son bref apostolique donné à Saint-Pierre de Rome le 24 avril 1838. »
La nef actuelle a été inaugurée en 1894, après destruction en 1891 de la précédente nef des XIIe et XIIIe siècles. C'était la paroisse de la poétesse Marie Noël qui venait y prier très souvent et où se sont déroulées ses obsèques en 1967.[réf. nécessaire]

## Description
La façade, qui adapte pour la première fois à l'architecture cultuelle le principe de la superposition vitruvienne des trois ordres classiques, est due à Jean Métezeau et date de l'extrême fin du XVIe siècle. Ce principe dérive du portique du château d'Anet ou de celui d'Écouen, tous deux du XVIe siècle, et est bientôt repris par Salomon de Brosse lorsqu'il réalise la façade de la flamboyante église Saint-Gervais de Paris ; il est alors considéré comme une forme française. Au XVIIe siècle, citons le portique du château de Maisons par Mansart. Mais l'église Saint-Pierre d'Auxerre présente une intéressante et tardive synthèse des formes classique et gothique flamboyant, de cette dernière les arcs-boutants ajourés, les baies sous des arcs brisés, leurs remplages curvilignes aux écoinçons vitrés.[réf. nécessaire]
L'édifice est classé au titre des monuments historiques par la liste de 1862.

## Galerie

Église Saint-Pierre ou Saint-Père
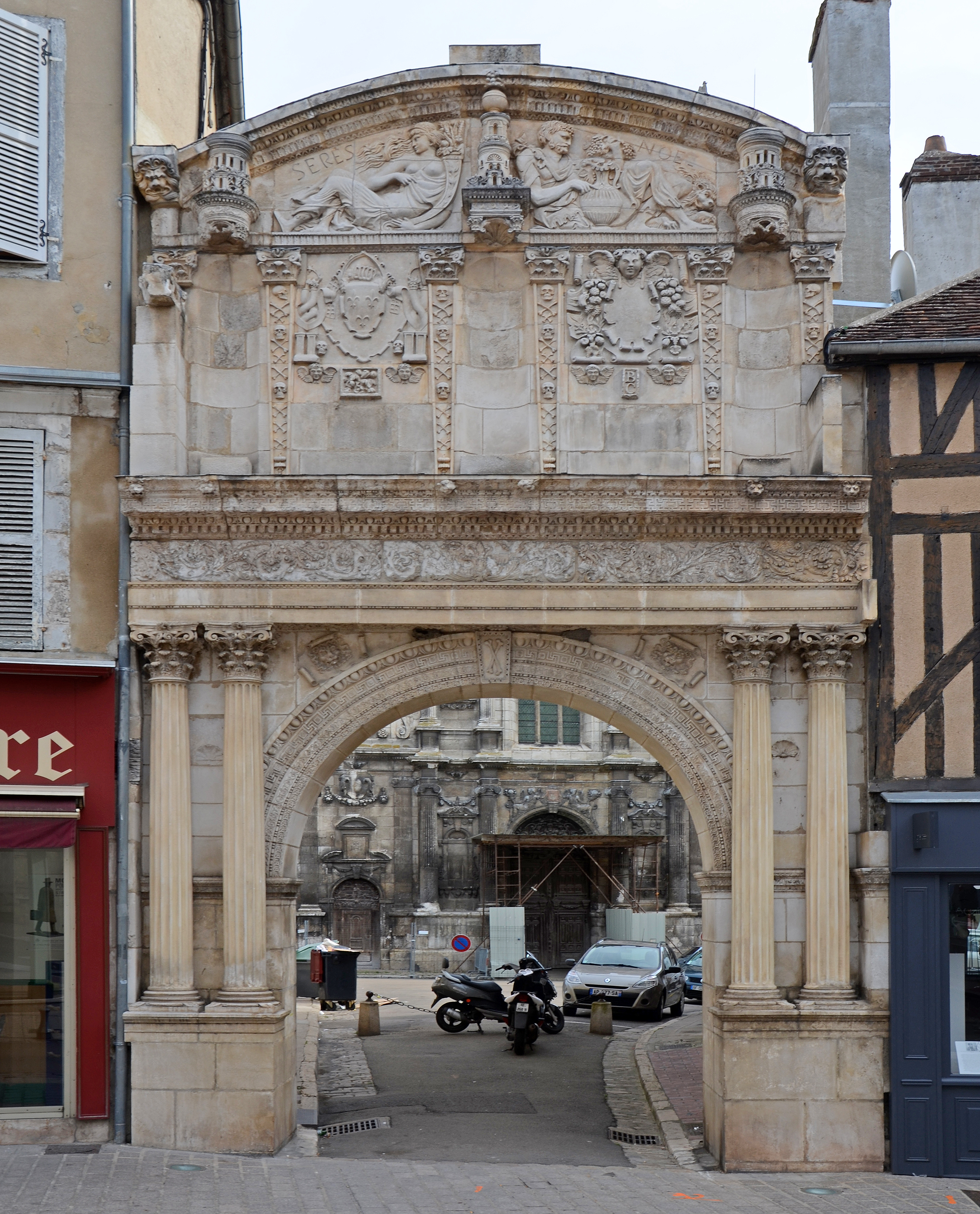
Portail rue Joubert
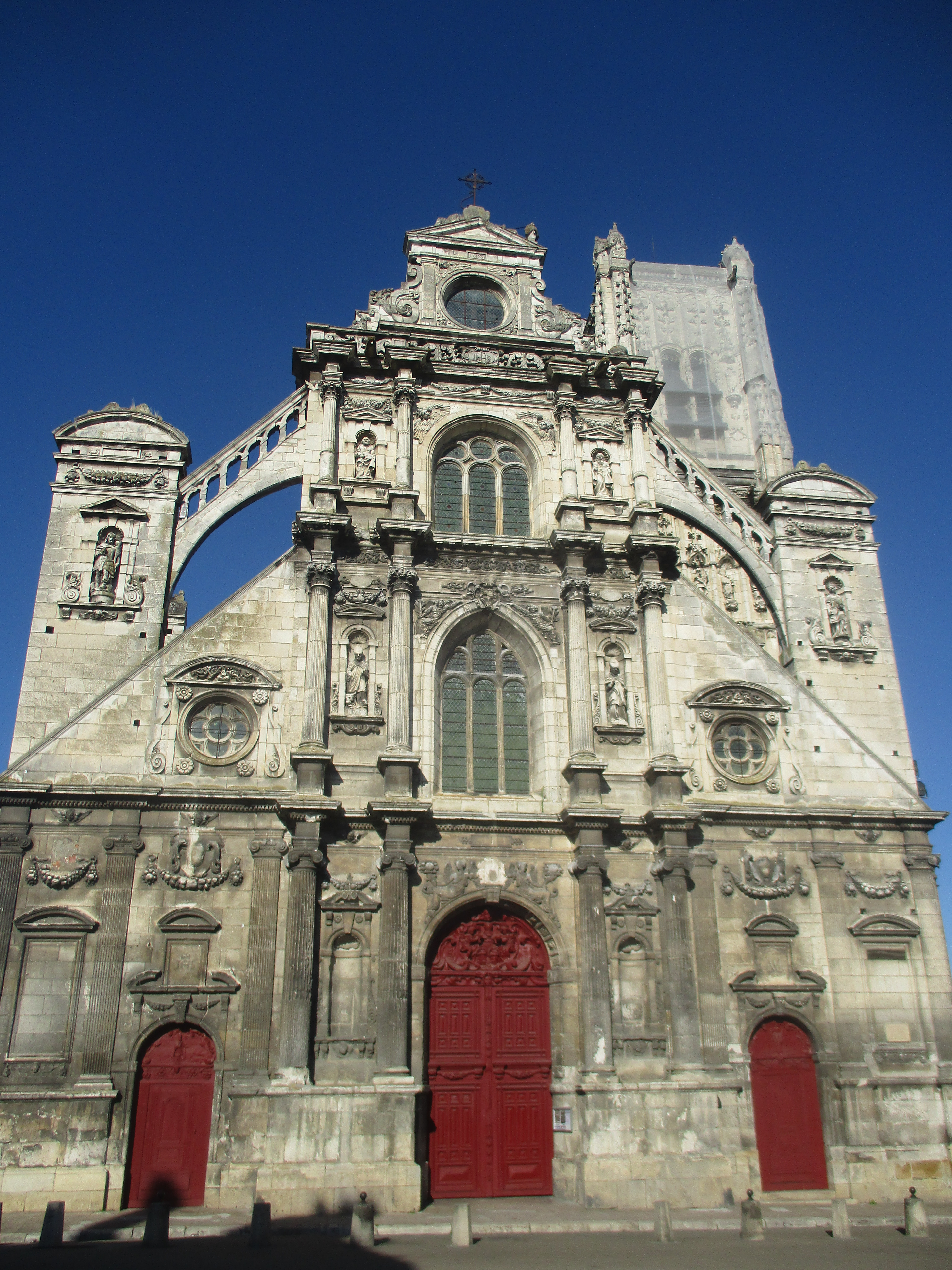
Façade ouest
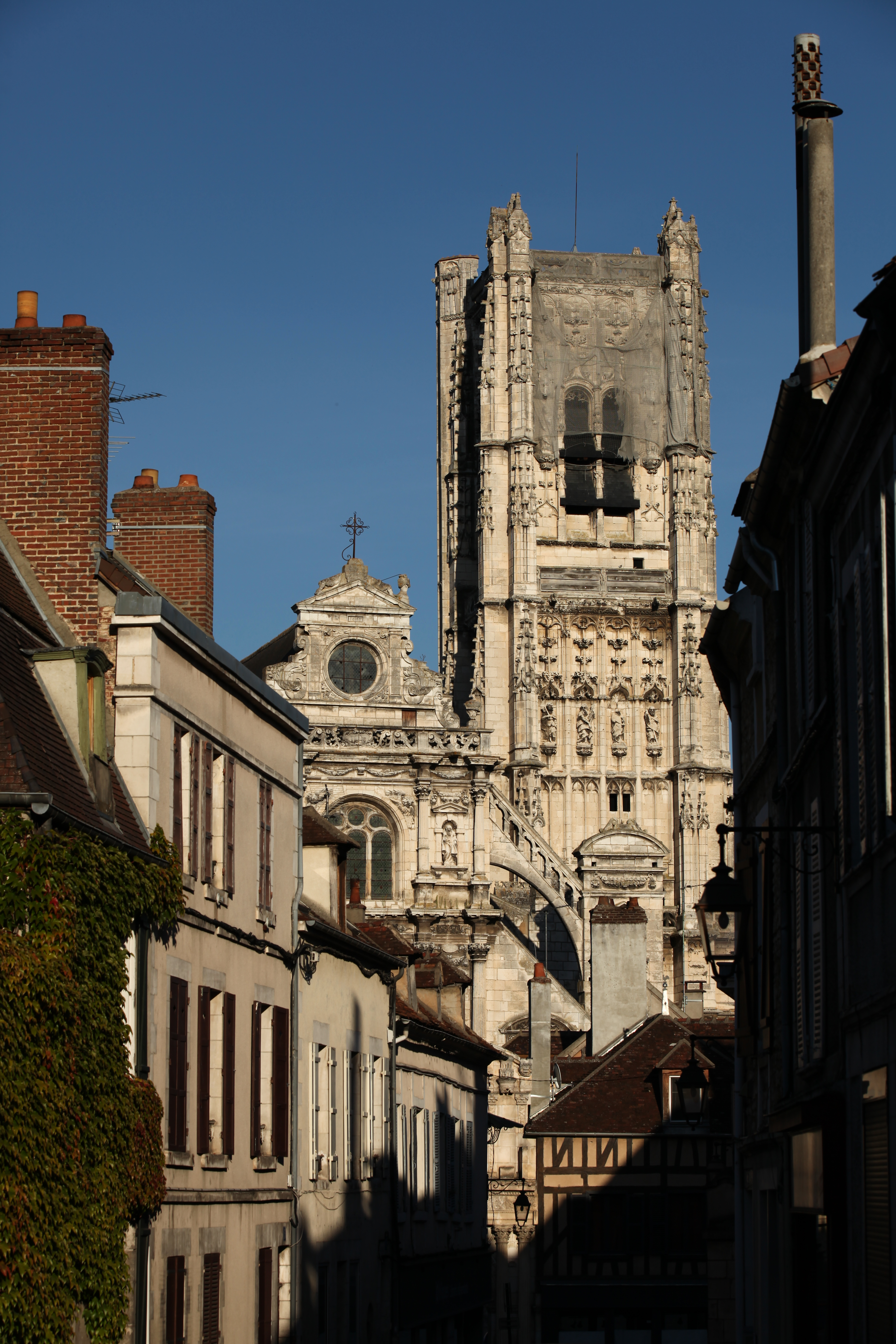
Vue depuis le haut de la rue du Pont
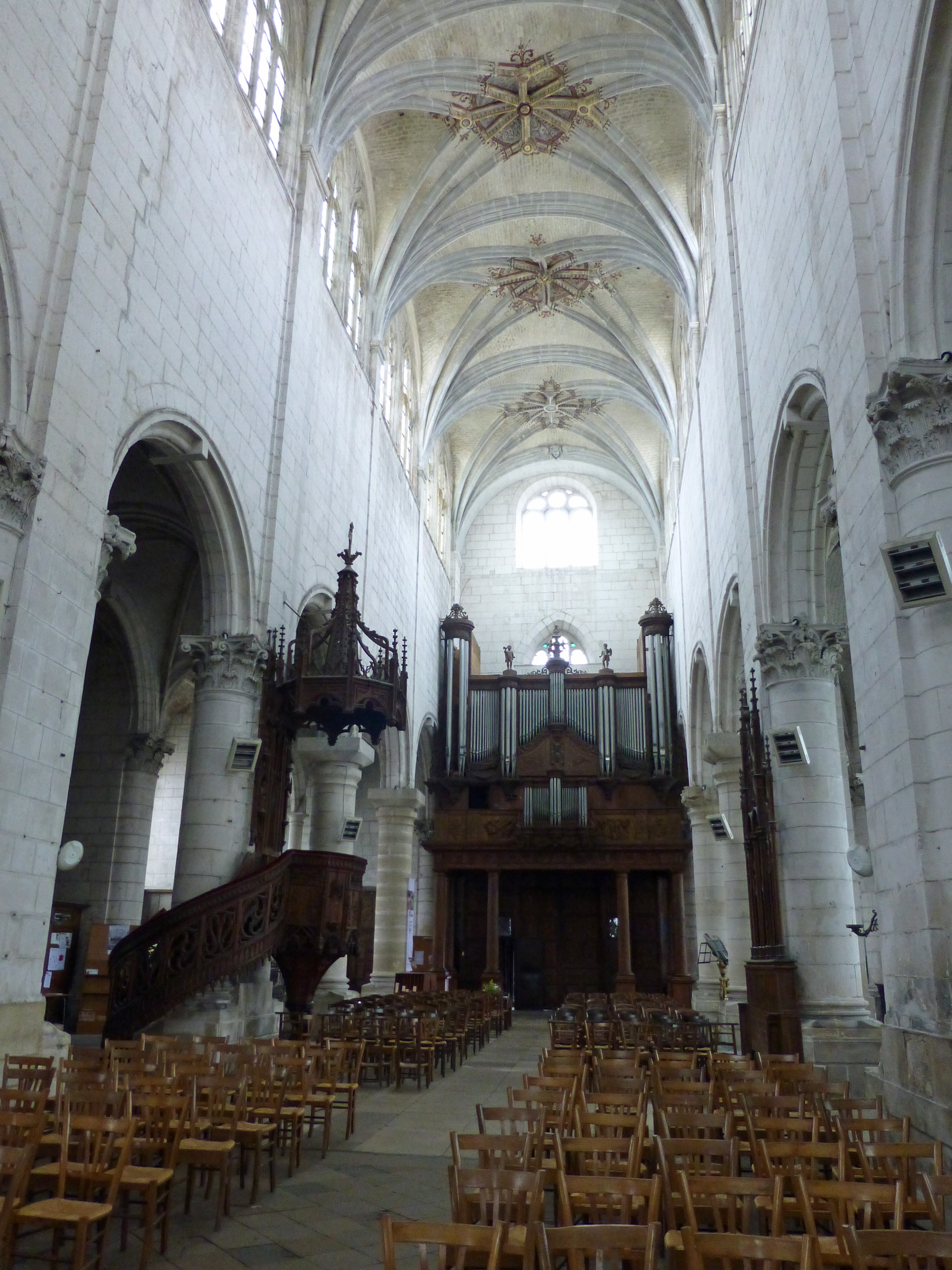
Nef, vue vers l'entrée (Ouest)
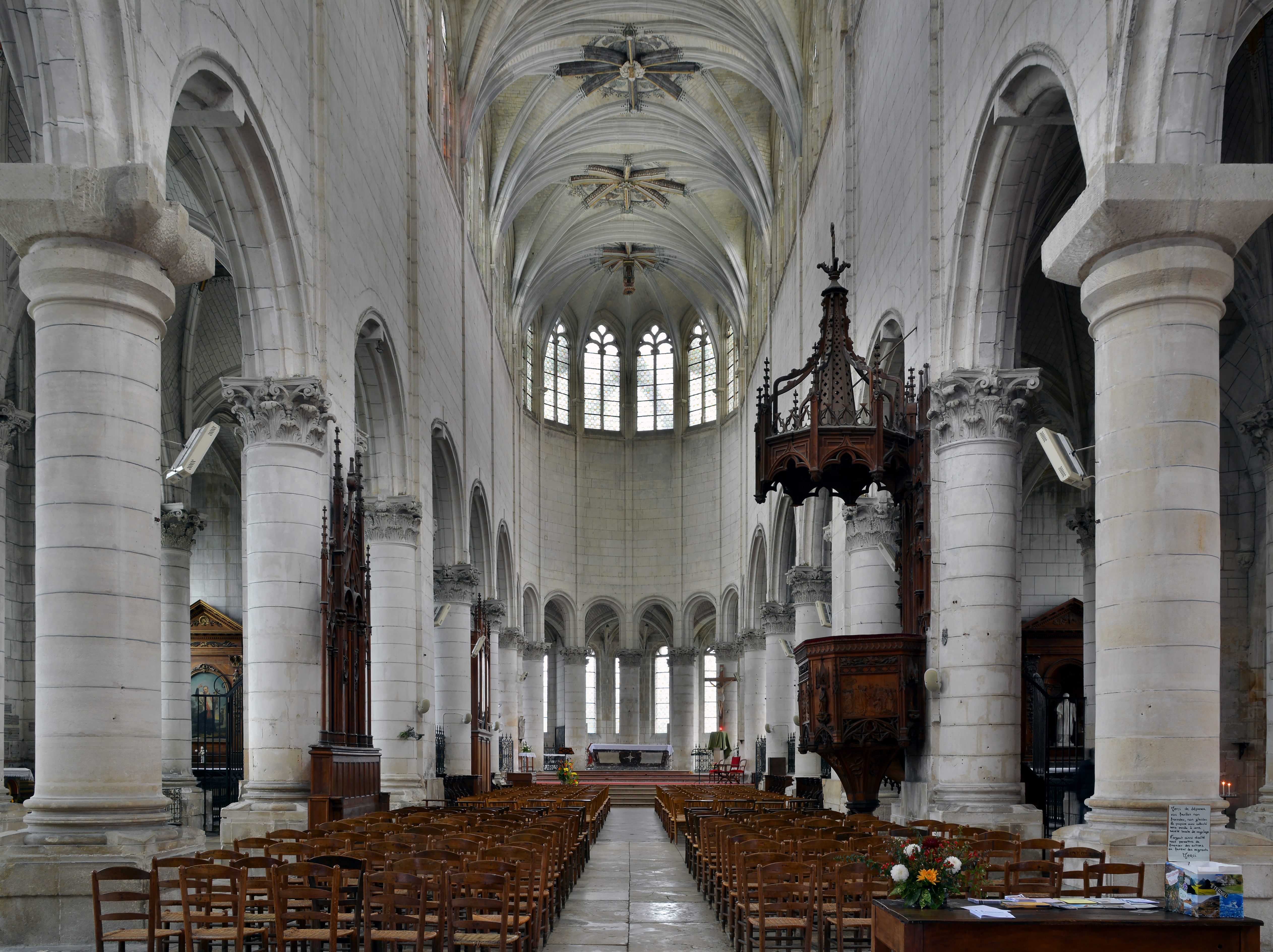
Nef, vue vers le chœur (Est)
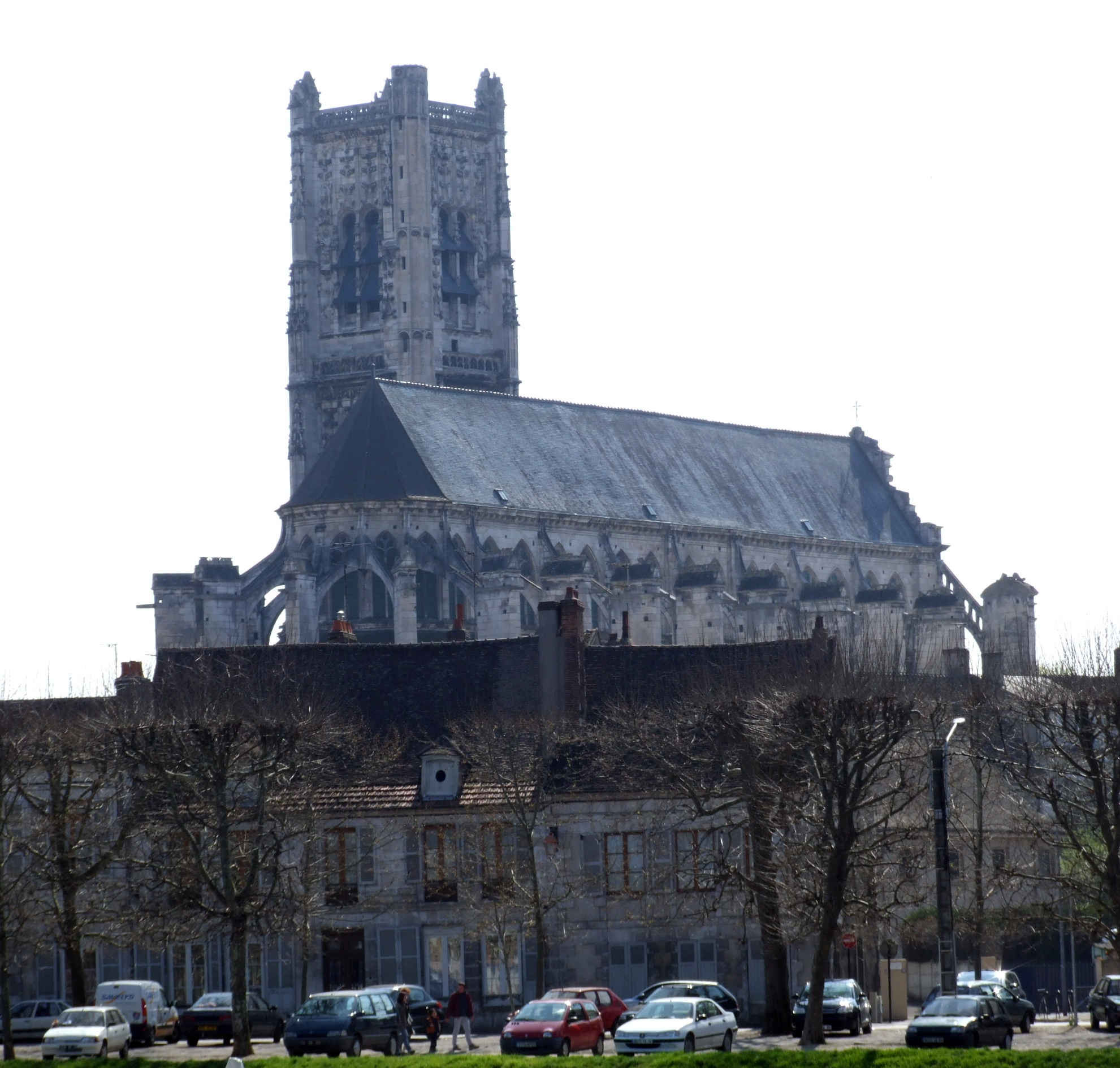
Vue en zoom depuis la rive droite de l'Yonne
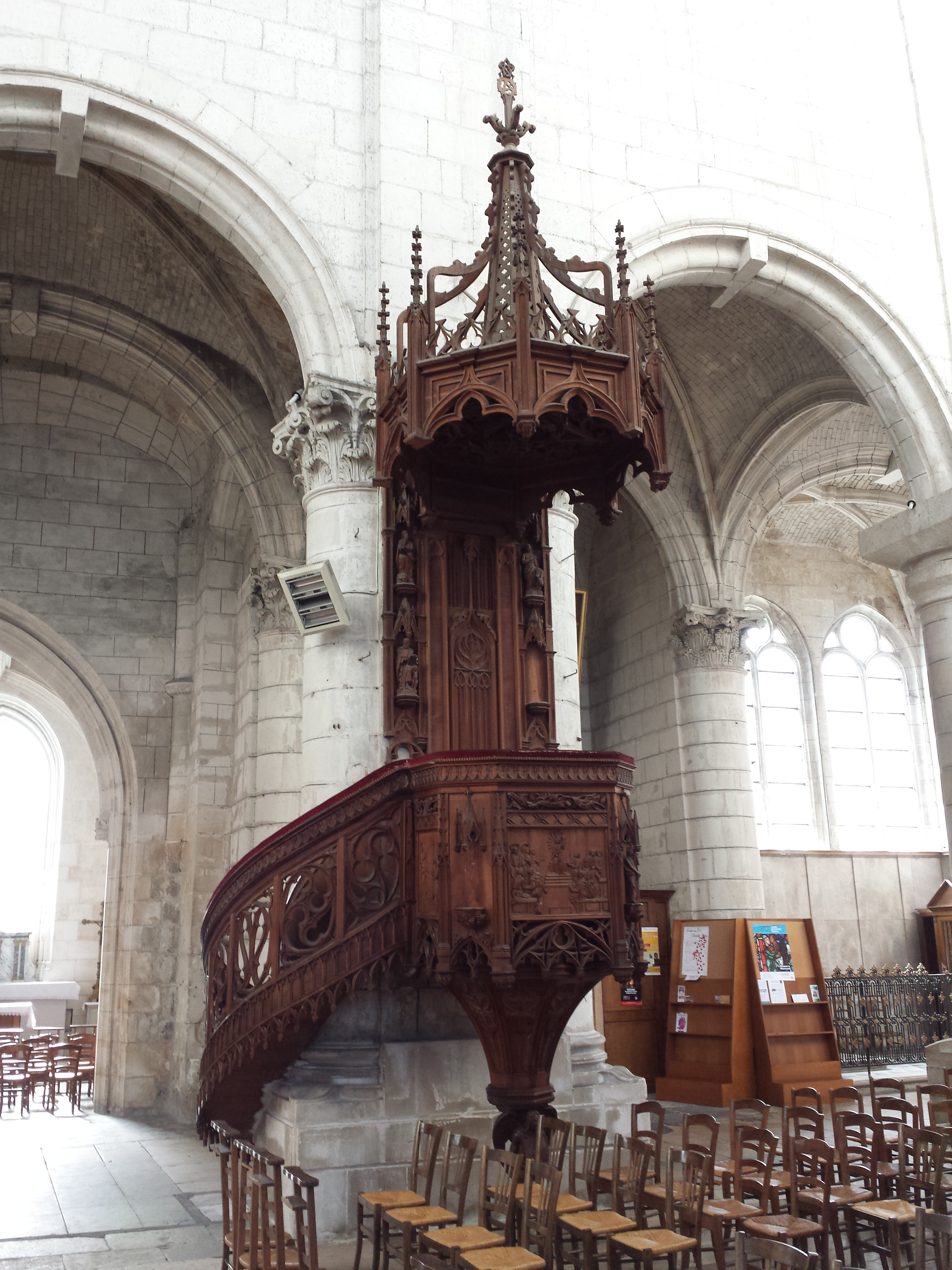
Chaire
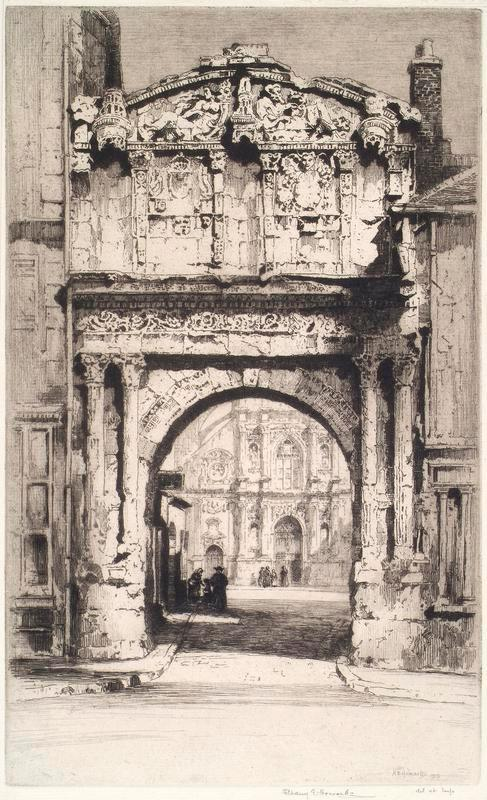
Albany E. Howarth (1872 - 1936) - Porte St Pierre, Auxerre - Aberdeen City Council ((Archives, Gallery and Museums Collections)